# Cleistocactus pycnacanthus
Cleistocactus pycnacanthus là một loài thực vật có hoa trong họ Cactaceae. Loài này được (Rauh & Backeb.) Backeb. mô tả khoa học đầu tiên năm 1966.